# Bologna by Night 2004
Bologna by Night 2004 è un singolo del rapper italiano Inoki.

## Descrizione
Il singolo è una rivisitazione del brano Bolo by Night contenuto in 60 Hz di DJ Shocca.
In questa versione vengono modificate leggermente le prime due strofe e il ritornello, mentre la terza strofa, scritta e rappata in origine dal rapper bolognese Royal Mehdi, viene sostituita da una inedita di Inoki.
Nel novembre 2022 Inoki rilascia un singolo intitolato Milano by Night in collaborazione con i rapper Emis Killa e Jake la Furia e contenuto nel joint EP 4 mani con Shocca.

## Tracce
1. Bologna by Night 2004

### Remixes
1. Bologna by Night Remix (feat. OneMic) (da The NewKingztape Vol. 1) (2006)
2. Bologna by Night Remix (feat. Lil Dap e Tek Money) (da The NewKingztape Vol. 1) (2006)
3. Milano by Night (feat. Emis Killa e Jake la Furia) (da 4 mani) (2022)